# 사해살인사건
사해살인사건(Appointment With Death)은 미국에서 제작된 마이클 위너 감독의 1988년 미스터리, 드라마 영화이다. 피터 유스티노프 등이 주연으로 출연하였고 마이클 위너 등이 제작에 참여하였다.

## 출연

### 주연
- 피터 유스티노프 - 에르퀼 푸아로 역

### 조연
- 로렌 바콜 - 웨스트홀름 부인 역
- 캐리 피셔 - 네이딘 보인튼 역
- 존 길구드 - 카버리 대령 역
- 파이퍼 로리 - 에밀리 보인튼 역
- 헤일리 밀즈 - 퀸튼 역
- 제니 시그로브 - 사라 킹 역
- 데이비드 소울 - 제퍼슨 코프 역
- 니컬러스 게스트 - 레녹스 보인튼 역
- 발레리 리처즈 - 캐럴 보인튼 역
- 존 털레스키 - 레이먼드 보인튼 역
- 앰버 베저 - 지네브라 보인튼 역
- 더글라스 셀든 - 로저스 대위 역
- 마이크 선 - 힐리 역
- 마이클 크레이그 - 필 경 역
- 모하메드 히르잘라 - 핫산 역

## 한국판 성우진

### KBS (1994년 7월 26일)
- 이종구 - 푸아로 역
- 임종국 - 카버리 대령 역
- 이선영 - 웨스트홀름 역
- 박민아 - 노부인 역
- 최수민
- 송도영
- 엄주환 - 제퍼슨 역
- 최옥희
- 김성희
- 백순철
- 임성표
- 함수정
- 홍시호
- 문관일
- 김승준

## 제작진
- 원작자: 아가사 크리스티
- 협력프로듀서: 마티 라즈
- 미술: 존 블레저드
- 의상: 존 브룸필드